# Andrei Andrejewitsch Koslow

Porträt Koslows auf seinem Grabstein in Moskau

Andrei Andrejewitsch Koslow (russisch Андрей Андреевич Козлов; wiss. Transliteration Andrej Andreevič Kozlov; * 6. Januar 1965 in Moskau; † 14. September 2006 ebenda) war der stellvertretende Vorsitzende der russischen Zentralbank und Leiter der Bankaufsichtsbehörde von 2002 bis 2006.

## Leben und Werk
Von 1983 bis 1985 diente Koslow in der sowjetischen Armee. Anschließend absolvierte er am Moskauer Finanzinstitut eine Ausbildung, die er im Jahre 1989 abschloss.
Koslow war für die Bankenaufsicht der russischen Zentralbank verantwortlich. Unter seiner Leitung hatte die russische Zentralbank die Lizenzen zahlreicher Banken eingezogen, die der Beteiligung an Geldwäsche verdächtigt wurden.
Nach einem Freundschaftsspiel am 13. September 2006 zweier Fußballteams mit Bankangestellten im Stadion des Erstligisten Spartak Moskau lauerten ihm zwei Attentäter auf dem Parkplatz auf, die ihn und seinen Fahrer erschossen. Sie flüchteten zunächst zu Fuß durch den angrenzenden Wald und warfen dabei ihre mit Isolierband umwickelten Pistolen mit Schalldämpfer weg. Ein bereitstehender PKW nahm die Attentäter mit. Koslow hatte trotz seiner gefährlichen Arbeit keine Leibwächter. Seit 1995 wurden 24 Bankkaufleute in leitenden Positionen russischer Staatsbanken ermordet. Die Ermittlungen gehen von einem Auftragsmord im Zusammenhang mit der Sperrung von russischen Banken aus. Ein Ermittlerteam aus drei Dutzend Mitarbeitern, die zu den fähigsten Kriminalisten Russlands zählen, hat die Untersuchungen aufgenommen.
Eine seiner Maßnahmen zur Verbesserung der Kreditwürdigkeit der russischen Banken war die Erhöhung der Mindesteinlage oder Deckung von Geschäftsbanken bei der Zentralbank von einer Mio. auf 5 Mio. Euro. Allerdings betraf dies vorerst nur neu gegründete Banken, während es heute noch 1200 russische Banken gibt mit zum Teil sehr geringen Bilanzsummen und die daher als Scheininstitute unter dem Verdacht von Geldwäsche und Wirtschaftskriminalität stehen. Im Durchschnitt schloss seine Behörde zwei bis drei Banken pro Woche. Nach Angabe der Zeitung Wremja Novosti entzog die Zentralbank seit Mitte 1994 rund 90 Kreditinstituten die Lizenz. Davon wurden allein im Jahre 2006 laut Rossiskaja Gazeta 46 Banken geschlossen. In einer Stellungnahme am 15. September 2006 räumte Präsident Putin einen Rückschlag im Kampf gegen die Wirtschaftskriminalität ein, doch bekräftigte er zugleich seine Entschlossenheit unvermindert dagegen vorzugehen.
Andrei Koslow hinterließ seine Ehefrau und drei Kinder. Sein Grab befindet sich auf dem Friedhof Trojekurowo in Moskau.

## Zitate
„Andrei Kozlov was among the brightest stars in the Russian government.“

„He was at the cutting edge of the battle against financial crime. He was a very brave and honest man and through his activity he repeatedly encroached on the interests of unprincipled financiers.“

„For this [Kozlov’s assassination] the management of the central bank is to blame. A man with such a job should be guarded by 10, 15, 20 people.“